# موور (تگزاس)
موور (به انگلیسی: Moore) یک منطقهٔ مسکونی در ایالات متحده آمریکا است که در شهرستان فریو، تگزاس واقع شده‌است. موور ۱۵٫۸ کیلومتر مربع مساحت و ۴۷۵ نفر جمعیت دارد و ۲۰۲ متر بالاتر از سطح دریا واقع شده‌است.